# Theobald Billicanus
Theobald Billicanus, auch Theobald Gerlacher oder Diepold Gerlacher (* um 1493 in Billigheim; † 8. August 1554 in Marburg), war ein deutscher Theologe, Jurist und Reformator.

## Leben und Wirken

### Entwicklungsweg
Gerlacher wurde als Sohn eines Webers geboren. Er wurde am 5. September 1510 an der Universität Heidelberg immatrikuliert und studierte zusammen mit Philipp Melanchthon, Martin Bucer, Johannes Brenz und Johann Schwebel. Am 29. Mai 1512 wurde er Baccalaureus und am 18. Oktober 1515 erwarb er den akademischen Grad eines Magisters. Während dieser Zeit latinisierte er seinen Namen (nach seiner Geburtsstadt) zu Theobald Billicanus (kurz Billican) und baute eine lang anhaltende Freundschaft zu Melanchthon auf. Nach dem Abschluss seiner Studien blieb er als Lehrer für Dialektik an der artistischen Fakultät in Heidelberg und avancierte 1517 zum Dekan, 1520 zum Vorsteher des Artistenkollegiums.
Als Martin Luther 1517 seine 95 Thesen veröffentlichte, fand am 26. April 1518 die Heidelberger Disputation über die Grundlagen seiner Forderungen an der Universität statt, die auf Billicanus entscheidenden Eindruck machte. Daher begab er sich mit seinen oben genannten Studienkollegen nach Wittenberg, um sich die Ansichten Luthers näher erläutern zu lassen. Fortan widmete sich Billicanus dem Studium der Theologie und schloss dieses als Licentiat ab.
Zunächst wurde er mit Johannes Brenz Prediger an der Heidelberger Heiliggeistkirche und predigte das Evangelium in Luthers Sinn. Deshalb wurde ihnen Ketzerei vorgeworfen; um Nachstellungen des Kurfürsten Ludwig V. von der Pfalz zu entgehen, verließen beide Heidelberg. Billicanus wurde Prediger in Weil. Auch dort vertrat er den reformatorischen Gedanken, kritisierte die katholische Kirche und musste wiederum seinen Kirchenposten verlassen.

### Nördlinger Zeit
Der Rat von Nördlingen bot ihm am 31. Oktober 1522 einen Vertrag als Seelsorger für zehn Jahre an. Dort begann Billicanus, nach anfänglicher Zurückhaltung, das Schul- und Kirchenwesen weiter reformatorisch umzugestalten. Er führte die Predigt in deutscher Sprache ein, vollzog das Abendmahl in beiderlei Gestalt und verfasste 1525 eine Kirchenordnung für Nördlingen (Renovatio ecclesiae Nordlingiacensis). Des Weiteren stand er mit den Reformatoren in Wittenberg, Zürich, Basel und Augsburg im Briefwechsel und schwankte theologisch zwischen den Auffassungen.
Dennoch vertrat er standhaft den Grundgedanken der Reformation. Daher ist es nicht verwunderlich, dass Billicanus während der Bauernkriegsbewegung näher an seiner Gemeinde war und sich dadurch aktiv an den Entscheidungsprozessen der Bauern als Schiedsrichter beteiligte. Durch Andreas Bodenstein beeinflusst, vertrat er in seiner Kirchenordnung das symbolische Verständnis des Abendmahls und musste sich deswegen rechtfertigen.
Dagegen war er in der Sakramentsfrage sehr weitherzig. Obwohl er für die lutherische Auffassung weiterhin vertrat, entfremdete er sich im Laufe der Auseinandersetzungen den Lutheranern immer mehr. Als er sich 1529 an die Heidelberger Universität wandte, um zum Doktor der Theologie zu promovieren, verleugnete er sein reformatorisches Bekenntnis und erklärte sich dem römisch-katholischen Glauben zugehörig. Jedoch wurde das Bekenntnis nicht ernst genommen und sein Promotionsbegehren abgelehnt. Daraufhin wandte er sich an Melanchthon, um in Wittenberg zu promovieren. Dieser lehnte das jedoch ab.
In der Folge erregte sich die Nördlinger Gemeinde über das Bekenntnis Billicans. Da dieser aber an seiner reformierten Kirchenordnung festhielt, konnte er die Aufgebrachten beruhigen. Obwohl der Rat der Stadt Nördlingen 1532 seinen Vertrag für weitere fünf Jahre verlängerte, bat Billican im Frühjahr 1535 um seine Entlassung. Dem Entlassungsgesuch wurde am 19. Mai 1535 durch den Rat stattgegeben.

### Nachnördlinger Zeit
Er studierte ab 1535 in Heidelberg zunächst informell Jura, promovierte zum Lizenziaten, wodurch er die Erlaubnis zu juristischen Vorlesungen erhielt, wurde 1539 Vorsteher der Realistenburse und bewarb sich sogar 1543 um eine Professur. An seine alte Position in Heidelberg anzuknüpfen gelang ihm allerdings nicht. Als 1544 Friedrich II. Kurfürst der Pfalz wurde, wurde Billican abgesetzt, eingekerkert und ausgewiesen, weil er Günstling einer in fürstliche Ungnade gefallenen Mätresse war.
Deshalb flüchtete er nach Marburg, wo er 1546 zum Doktor beider Rechte promoviert wurde und 1548 eine Professur an der Juristischen Fakultät erhielt. Im selben Jahr amtierte er auch als Rektor der Universität. 1547/48 beriet er den Pfalzgrafen Ottheinrich bei seinen Reformationsanfängen in Neuburg. Als 1550 an der evangelischen Universität Marburg noch ein katholisches „Spionageangebot“ an Billicanus bekannt wurde, wurde er aus der Professur für Geschichte, die er inzwischen innehatte, entlassen.

## Werkauswahl
- Von der Mess Gemein Schlußred, gepredigt zu Nördlingen, 1524
- Komm. z. Propheten Micha, 1524
- Renovatio ecclesiae Nordlingiacensis, 1525
- De verbis coenae dominicae et opinionum varietate, 1526
- De partium orationis inflexionibus, 1526
- Apologia de commento revocationis per aemulos vulgato, 1539